# Wargnies-le-Petit
Pour les articles homonymes, voir Wargnies.
Wargnies-le-Petit est une commune française située dans le département du Nord, en région Hauts-de-France.

## Géographie

### Situation
Wargnies-le-Petit est une commune périurbaine de l'Avesnois située dans le parc naturel régional de l'Avesnois et  limitrophe de la Belgique. Le village est  situé à 13 km à l'est de Valenciennes, 35 km au nord-est de Cambrai et 27 km au sud-ouest de Mons.

### Communes limitrophes
| Wargnies-le-Grand | Bry               | La Flamengrie |
| Villers-Pol       | Wargnies-le-Petit | Preux-au-Sart |
| Frasnoy           | Preux-au-Sart     | Preux-au-Sart |

### Hydrographie

#### Réseau hydrographique
La commune est située dans le bassin Artois-Picardie. Elle est drainée par l'Aunelle, le ruisseau du Sart, le ruisseau de Saint Jean et un autre petit cours d'eau,.
| (texte à fusionner) La commune est drainée par l'Aunelle, affluent en rive gauche de l'Hogneau, et donc un sous-affluent de l'Escaut, et par le ruisseau Saint-Jean. |

L'Aunelle, d'une longueur de 27 km, prend sa source dans la commune de Locquignol et se jette  dans l'Hogneau à la frontière franco-belge en face de Quiévrain et Hensies. 

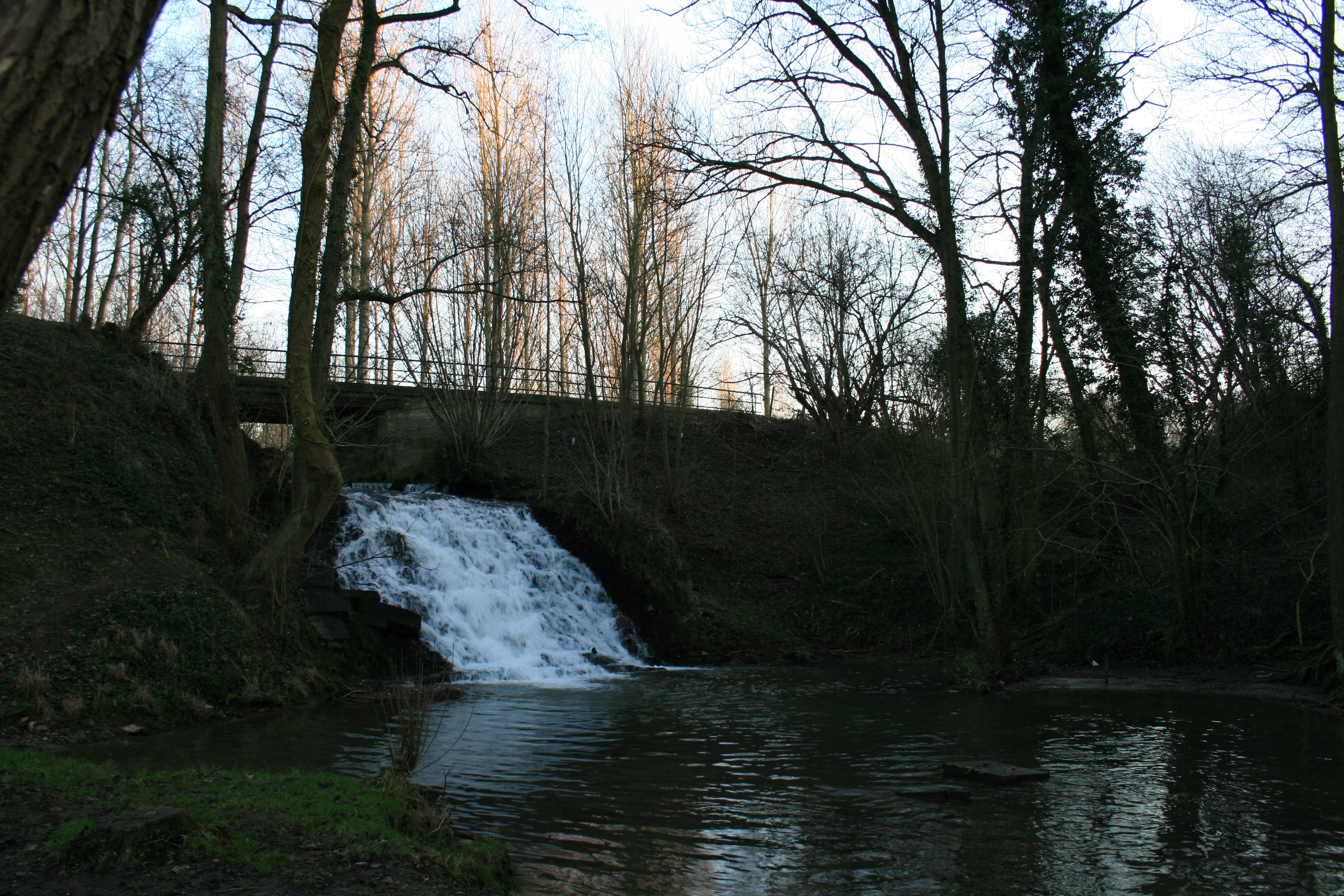
Cascade de Wargnies-le-Petit, lieu-dit de Quélipont, passage de la rivière Aunelle.
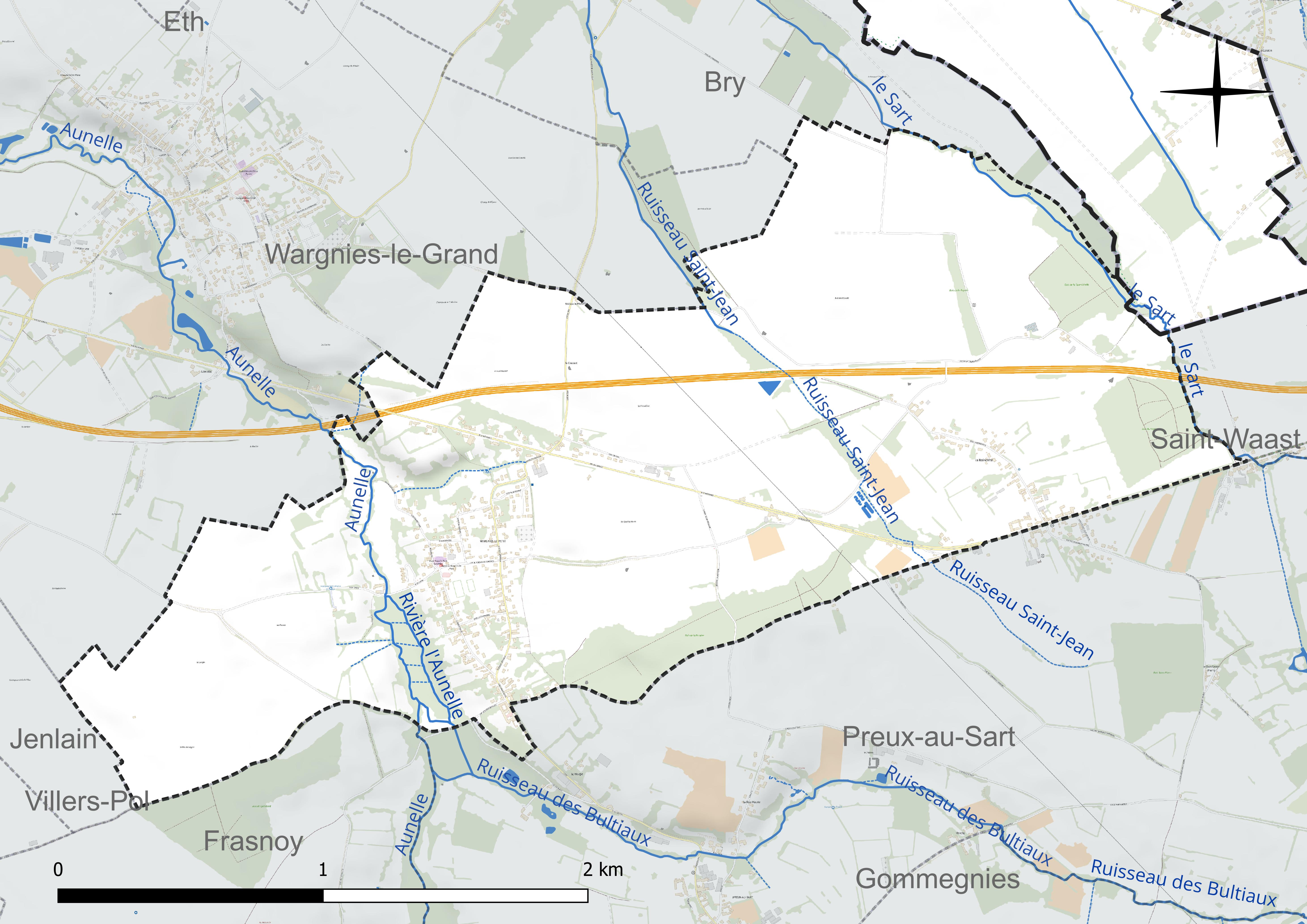
Réseau hydrographique de Wargnies-le-Petit.

#### Gestion et qualité des eaux
Le territoire communal est couvert par le schéma d'aménagement et de gestion des eaux (SAGE) « Escaut ». Ce document de planification concerne un territoire de 2 005 km2 de superficie, délimité par le bassin versant de l'Escaut. Le périmètre a été arrêté le 9 juin 2006 et le SAGE proprement dit a été approuvé le 13 juillet 2021. La structure porteuse de l'élaboration et de la mise en œuvre est le syndicat mixte Escaut et Affluents (SyMEA). 
La qualité des cours d'eau peut être consultée sur un site dédié géré par les agences de l'eau et l'Agence française pour la biodiversité. 

### Climat
Pour des articles plus généraux, voir Climat des Hauts-de-France et Climat du Nord.
En 2010, le climat de la commune est de type climat océanique dégradé des plaines du Centre et du Nord, selon une étude du CNRS s'appuyant sur une série de données couvrant la période 1971-2000. En 2020, Météo-France publie une typologie des climats de la France métropolitaine dans laquelle la commune est exposée à un climat océanique altéré et est dans la région climatique  Nord-est du bassin Parisien, caractérisée par un ensoleillement médiocre, une pluviométrie moyenne régulièrement répartie au cours de l'année et un hiver froid (3 °C).
Pour la période 1971-2000, la température annuelle moyenne est de 10,2 °C, avec une amplitude thermique annuelle de 15 °C. Le cumul annuel moyen de précipitations est de 800 mm, avec 12,2 jours de précipitations en janvier et 9,4 jours en juillet. Pour la période 1991-2020, la température moyenne annuelle observée sur la station météorologique la plus proche, située sur la commune de Valenciennes à 13 km à vol d'oiseau, est de 11,0 °C et le cumul annuel moyen de précipitations est de 694,1 mm,. Pour l'avenir, les paramètres climatiques de la commune estimés pour 2050 selon différents scénarios d'émission de gaz à effet de serre sont consultables sur un site dédié publié par Météo-France en novembre 2022.

## Urbanisme

### Typologie
Au 1er janvier 2024, Wargnies-le-Petit est catégorisée commune rurale à habitat dispersé, selon la nouvelle grille communale de densité à sept niveaux définie par l'Insee en 2022.
Elle est située hors unité urbaine. Par ailleurs la commune fait partie de l'aire d'attraction de Valenciennes (partie française), dont elle est une commune de la couronne,. Cette aire, qui regroupe 102 communes, est catégorisée dans les aires de 200 000 à moins de 700 000 habitants,.

### Occupation des sols
L'occupation des sols de la commune, telle qu'elle ressort de la base de données européenne d'occupation biophysique des sols Corine Land Cover (CLC), est marquée par l'importance des territoires agricoles (79,9 % en 2018), en diminution par rapport à 1990 (83,1 %). La répartition détaillée en 2018 est la suivante : 
terres arables (58,8 %), prairies (21,1 %), zones urbanisées (10,5 %), forêts (9,5 %), zones agricoles hétérogènes (0,1 %). L'évolution de l'occupation des sols de la commune et de ses infrastructures peut être observée sur les différentes représentations cartographiques du territoire : la carte de Cassini (XVIIIe siècle), la carte d'état-major (1820-1866) et les cartes ou photos aériennes de l'IGN pour la période actuelle (1950 à aujourd'hui).

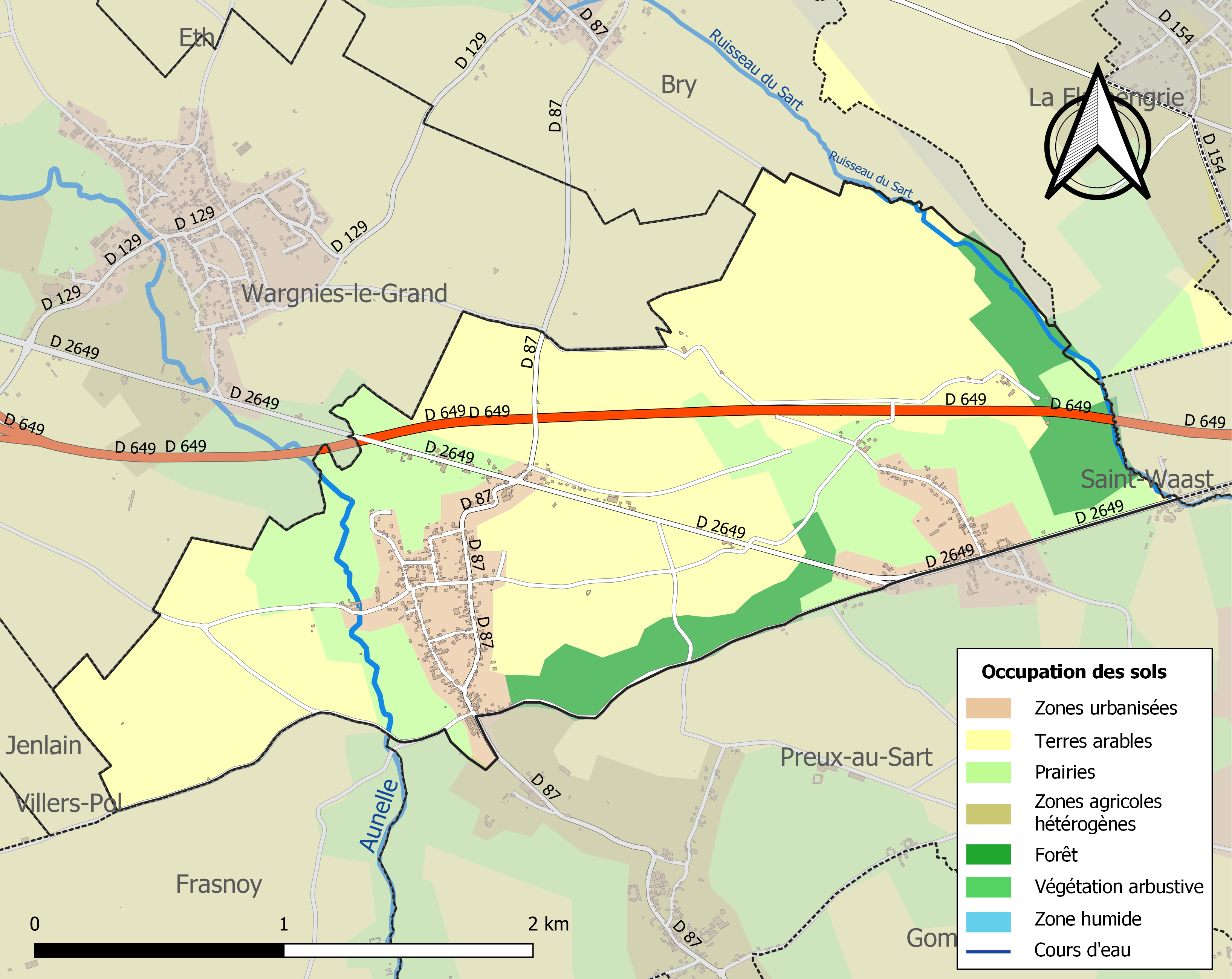
Carte des infrastructures et de l'occupation des sols de la commune en 2018 (CLC).

## Toponymie
Le village a été désigné Petit Warengi en 1163 (Cart. de l'abbaye de Cambrai), Petit Warigny en 1186 (J. de G., ann. du Hainaut, XII, 339), Petit Wargny en 1484 (manusc. de Valenciennes), Warny-le-Petit en 1740 et Petit Wargnies (doc. divers).

## Histoire
La commune se trouve sur la voie romaine reliant Bavai à Cambrai.
Petit Warengni était la possession de l'église de Cambrai en 1163, comme une dépendance de Preux-au-Sart.— En 1186, Petit Warigny est une paroisse du décanat de Valenciennes.
Lors de la guerre de Cent Ans, il a été brûlé en 1340 par le duc de Normandie, qui avait vainement tenté la prise du Quesnoy.
La seigneurie est réunie à celle de Wargnies-le-Grand et érigée en marquisat, en faveur de la
maison d'Anneux-Crêvecoeur, nommé Petit Wargny puis Warny-le- Petit vers 1700.
Au XVIe siècle, le village était placé sous l'autorité du gouverneur du Quesnoy.
La commune a été desservie par une gare sur la ligne de Valenciennes-Faubourg-de-Paris à Hautmont, aujourd'hui déposée. En 1881, le Baron de l'Epine, propriétaire à Wargnies-le-Petit et conseiller général de canton du Quesnoy-Ouest, demande au conseil général que le passage à niveau soit équipé d'une barrière avec gardien pour protéger le public.

## Politique et administration

### Rattachements administratifs et électoraux
La commune se trouve  dans l'arrondissement d'Avesnes-sur-Helpe du département du Nord. Pour l'élection des députés, elle fait partie depuis 2012 de la douzième circonscription du Nord.
Elle faisait partie depuis 1801 du canton du Quesnoy-Est. Dans le cadre du redécoupage cantonal de 2014 en France, la commune est désormais intégrée au canton d'Aulnoye-Aymeries.

### Intercommunalité
La commune était membre de la petite communauté de communes des Vallées de l'Aunelle et de la Rhônelle, créée fin 1992, et qui a fusionné avec la communauté de communes du Pays Quercitain pour former, en 2006, la communauté de communes du Quercitain.
Dans le cadre de la mise en œuvre du schéma départemental de coopération intercommunale du  Nord, celle-ci fusionne à son tour avec ses voisines pour constituer, le 1er janvier 2014, la communauté de communes du pays de Mormal, dont est désormais membre la commune.

### Liste des maires
Maire de 1802 à 1807 : C. J. Dehove,.

Maire en 1939 : Limelette.
| Période                                  | Période   | Identité                | Étiquette | Qualité                                               |
| ---------------------------------------- | --------- | ----------------------- | --------- | ----------------------------------------------------- |
| Les données manquantes sont à compléter. |           |                         |           |                                                       |
| 1813                                     |           | Marie Philippe Delepine |           |                                                       |
| 1821                                     |           | Louis Ribaucour         |           |                                                       |
| 1842                                     |           | Robert Leveque          |           |                                                       |
| 1853                                     | 1876      | Ferdinand Colmand       |           |                                                       |
| 1887                                     |           | Emile Colmante          |           |                                                       |
| Les données manquantes sont à compléter. |           |                         |           |                                                       |
| mars 2001                                | mars 2008 | Georges Petit           | FN        |                                                       |
| mars 2008                                | mars 2020 | Geneviève Porez         | UMP → LR  | Retraitée des impôts Réélue pour le mandat 2014-2020, |
| mars 2020                                | En cours  | Didier Rogeau           |           | .                                                     |

## Population et société

### Démographie

#### Évolution démographique
L'évolution du nombre d'habitants est connue à travers les recensements de la population effectués dans la commune depuis 1793. Pour les communes de moins de 10 000 habitants, une enquête de recensement portant sur toute la population est réalisée tous les cinq ans, les populations de référence des années intermédiaires étant quant à elles estimées par interpolation ou extrapolation. Pour la commune, le premier recensement exhaustif entrant dans le cadre du nouveau dispositif a été réalisé en 2004.

En 2022, la commune comptait 774 habitants, en évolution de +2,52 % par rapport à 2016 (Nord : +0,51 %, France hors Mayotte : +2,11 %).
| 1793 | 1800 | 1806 | 1821 | 1831 | 1836 | 1841 | 1846 | 1851 |
| ---- | ---- | ---- | ---- | ---- | ---- | ---- | ---- | ---- |
| 600  | 378  | 601  | 644  | 772  | 792  | 832  | 819  | 797  |

| 1856 | 1861 | 1866 | 1872 | 1876 | 1881 | 1886 | 1891 | 1896 |
| ---- | ---- | ---- | ---- | ---- | ---- | ---- | ---- | ---- |
| 830  | 809  | 794  | 787  | 790  | 851  | 882  | 829  | 764  |

| 1901 | 1906 | 1911 | 1921 | 1926 | 1931 | 1936 | 1946 | 1954 |
| ---- | ---- | ---- | ---- | ---- | ---- | ---- | ---- | ---- |
| 756  | 741  | 709  | 681  | 687  | 683  | 657  | 659  | 698  |

| 1962 | 1968 | 1975 | 1982 | 1990 | 1999 | 2004 | 2006 | 2009 |
| ---- | ---- | ---- | ---- | ---- | ---- | ---- | ---- | ---- |
| 718  | 662  | 634  | 599  | 676  | 711  | 751  | 766  | 791  |

| 2014 | 2019 | 2022 | - | - | - | - | - | - |
| ---- | ---- | ---- | - | - | - | - | - | - |
| 768  | 767  | 774  | - | - | - | - | - | - |

#### Pyramide des âges
La population de la commune est relativement jeune.
En 2018, le taux de personnes d'un âge inférieur à 30 ans s'élève à 34,1 %, soit en dessous de la moyenne départementale (39,5 %). À l'inverse, le taux de personnes d'âge supérieur à 60 ans est de 22,7 % la même année, alors qu'il est de 22,5 % au niveau départemental.
En 2018, la commune comptait 363 hommes pour 400 femmes, soit un taux de 52,42 % de femmes, légèrement supérieur au taux départemental (51,77 %).
Les pyramides des âges de la commune et du département s'établissent comme suit.
| Hommes | Classe d’âge | Femmes |
| ------ | ------------ | ------ |
| 0,3    | 90 ou +      | 1,0    |
| 4,1    | 75-89 ans    | 7,0    |
| 15,1   | 60-74 ans    | 17,7   |
| 22,5   | 45-59 ans    | 15,7   |
| 24,4   | 30-44 ans    | 24,1   |
| 14,2   | 15-29 ans    | 9,5    |
| 19,5   | 0-14 ans     | 25,1   |

| Hommes | Classe d’âge | Femmes |
| ------ | ------------ | ------ |
| 0,5    | 90 ou +      | 1,4    |
| 5,3    | 75-89 ans    | 8,1    |
| 14,8   | 60-74 ans    | 16,2   |
| 19,1   | 45-59 ans    | 18,4   |
| 19,5   | 30-44 ans    | 18,7   |
| 20,7   | 15-29 ans    | 19,1   |
| 20,2   | 0-14 ans     | 18     |

### Principaux équipements
- L'école Paul-Deltombe[26].
- La nouvelle salle des fêtes, à l'architecture moderne a été inaugurée en janvier 2017. Construite sur l'emplacement d'une ancienne salle vétuste, ce chantier a coûté 1,4 million d'euros, dont 436 000 € de subventions[34],[25].

### Manifestations culturelles et festivités
- Fête de la pomme, en septembre, accompagnée d'une brocante et d'un marché de producteurs[35],[36].

## Culture locale et patrimoine

### Lieux et monuments
La cascade de Quélipont (ou cascade de Wargnies-le-Petit), sur l'Aunelle, est située à la limite de Frasnoy, Preux-au-Sart et Wargnies-le-Petit, à proximité du château de l'Épine et de la chapelle Sainte-Appoline. On y voit les vestiges d'un moulin du XIIIe siècle, détruit par l'armée allemande en 1918. C'est un beau beau point de départ pour une promenade.

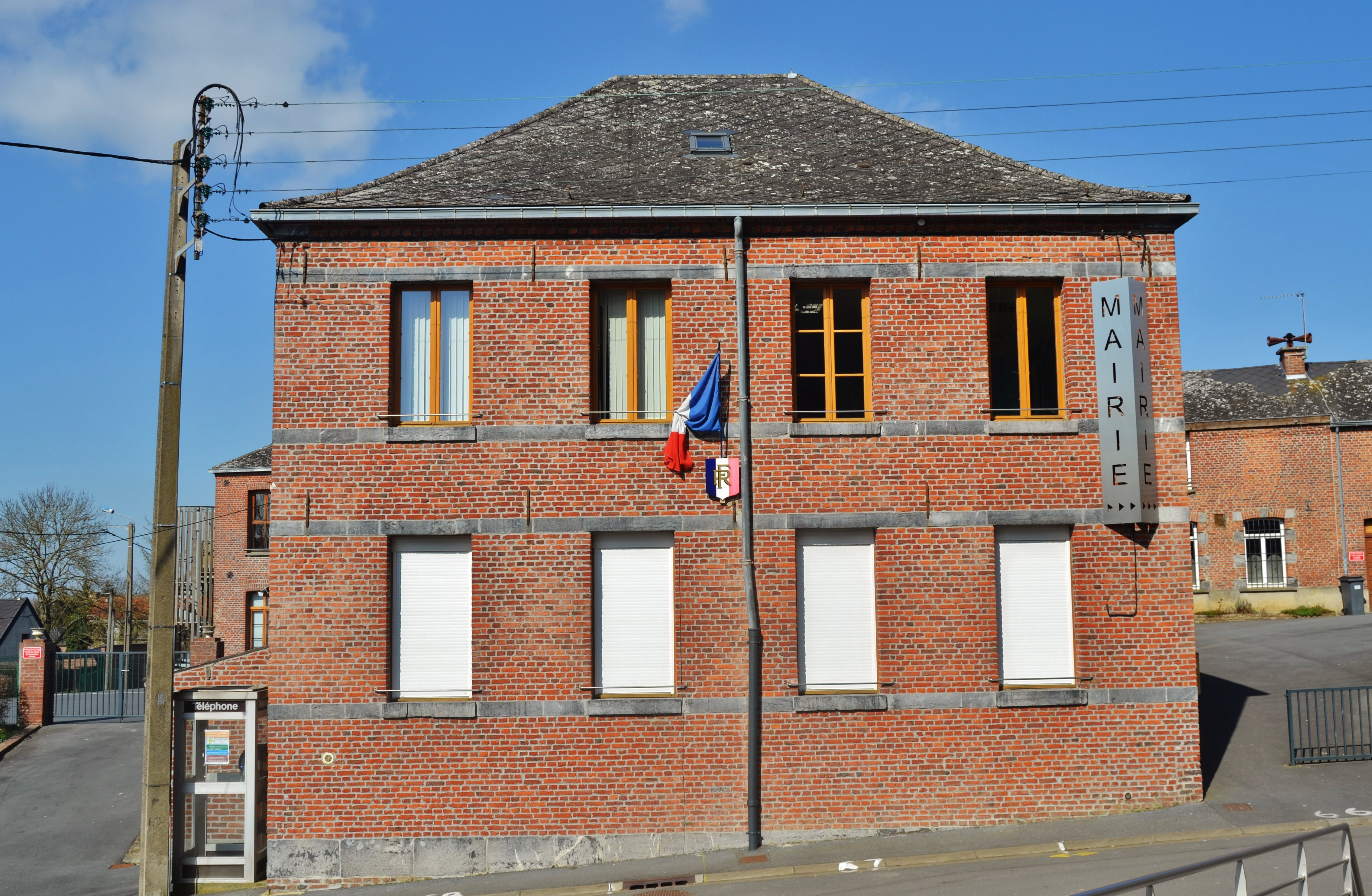
La mairie.
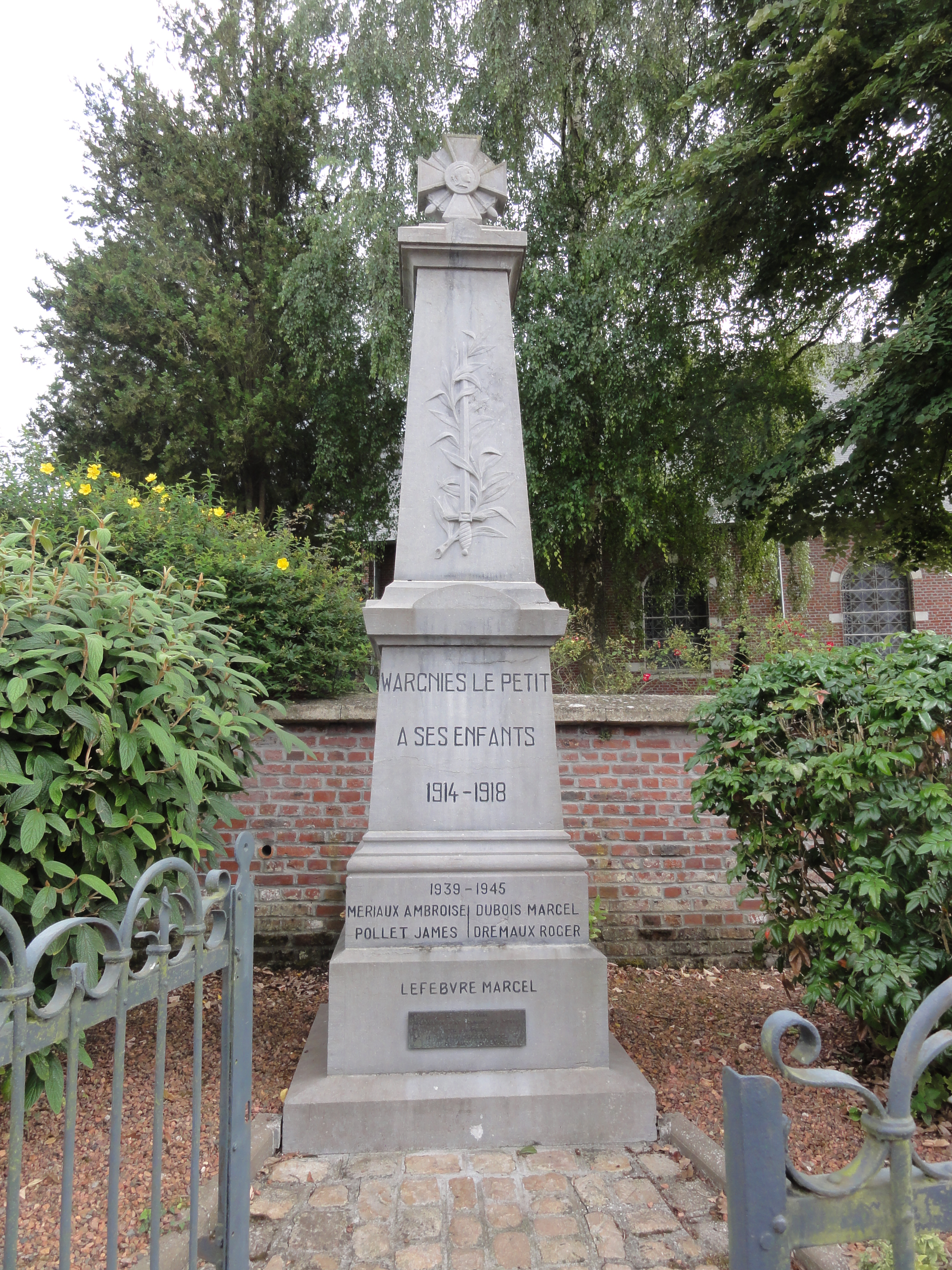
Monument aux morts.
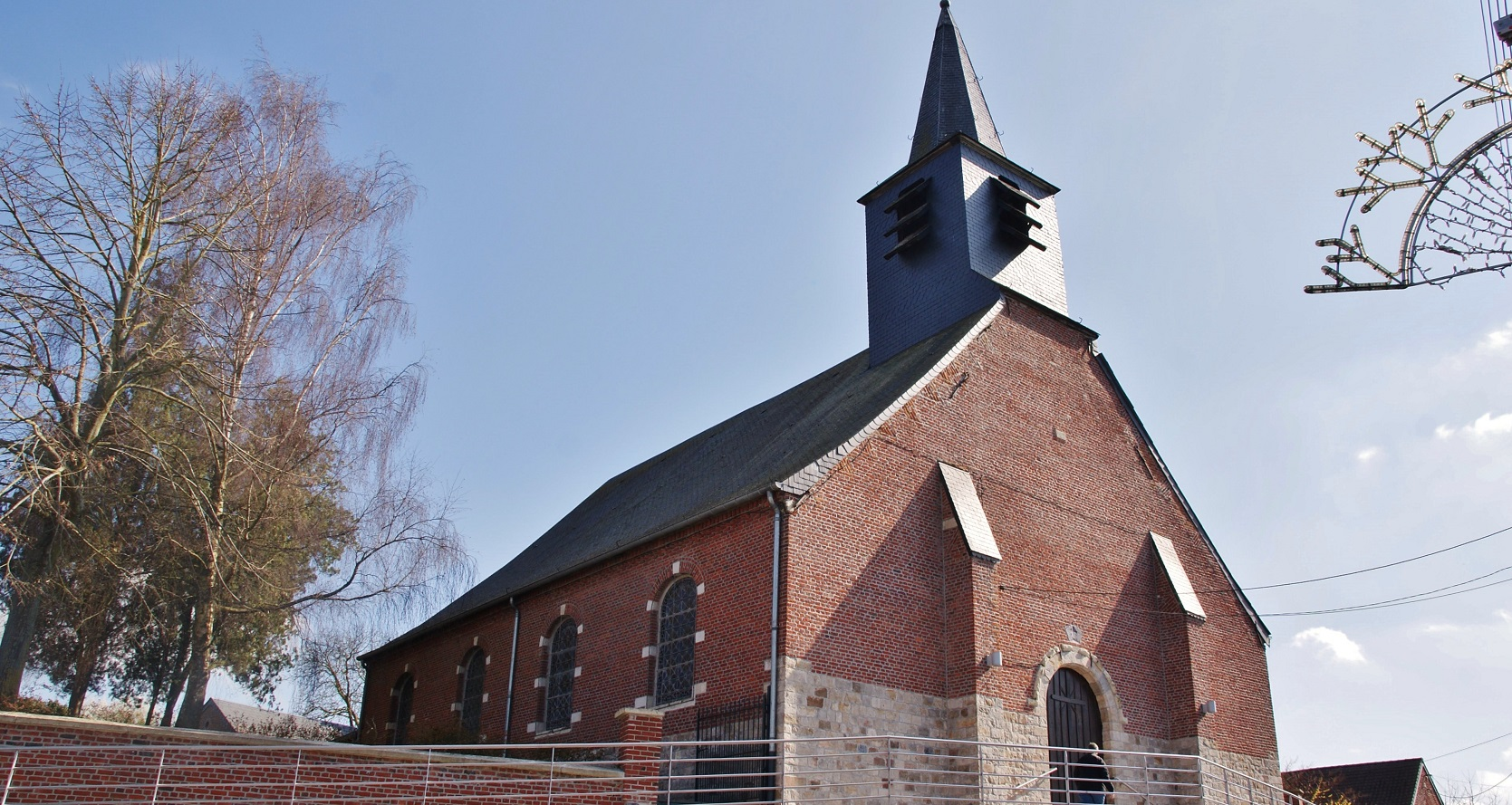
L'église Saint-Pierre.
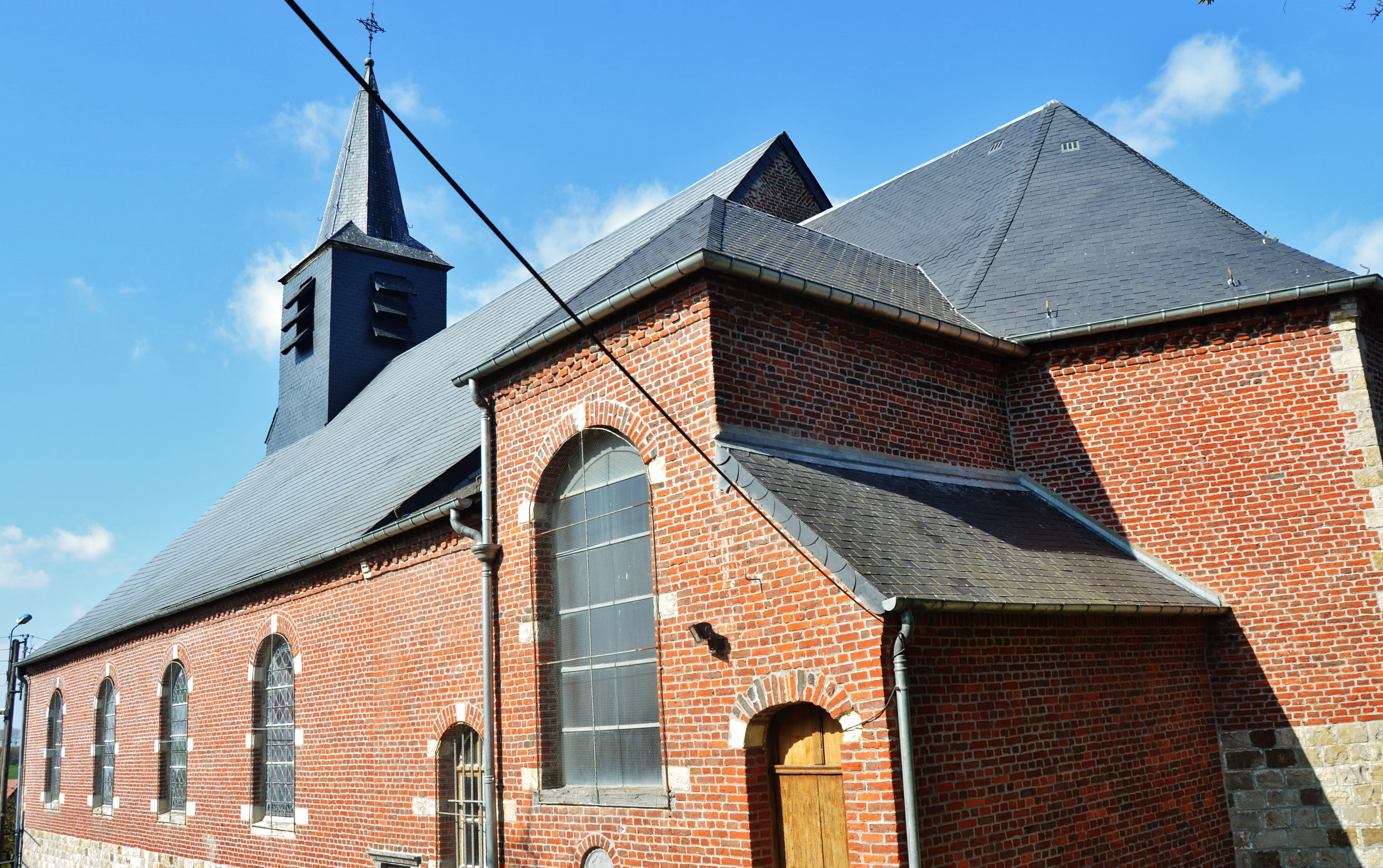
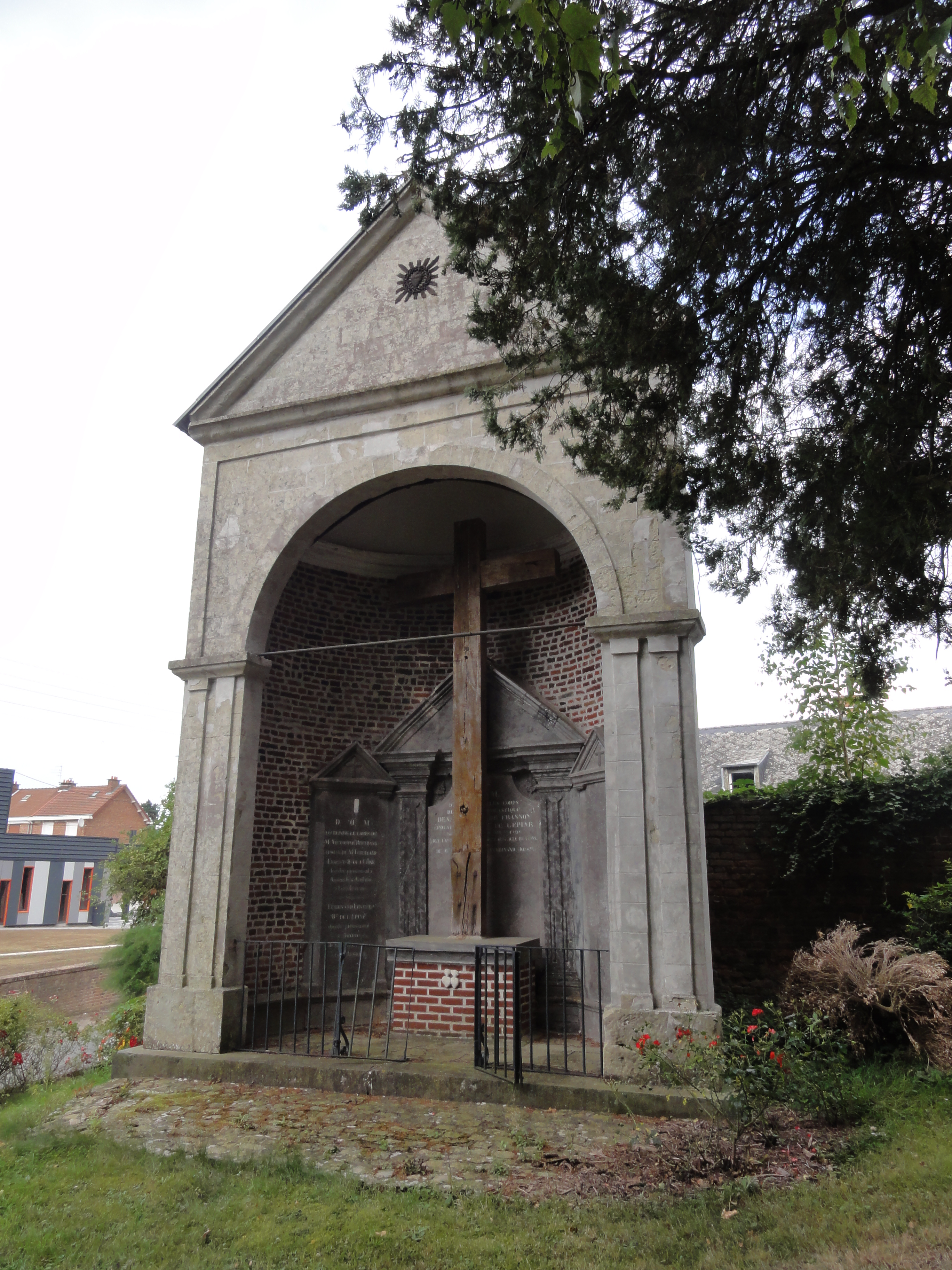
Calvaire.

### Personnalités liées à la commune
- Anatole Debiève (1844-1905), homme politique, député de la 1re circonscription circonscription de Valenciennes de 1902 à 1905.
- Paul Deltombe[38], peintre qui vécut quelques années à Wargnies-le-Petit et a peint L'Entrée du château de Wargnies-le-Petit. L'école communale porte son nom depuis 2012[26].

### Héraldique
| armes de Wargnies-le-Petit | Les armes de Wargnies-le-Petit se blasonnent ainsi : D'or à trois croissants de gueules. |

## Pour approfondir